# Slade on Stage
Slade on Stage è il terzo album dal vivo del gruppo rock britannico Slade, pubblicato nel 1982.

## Tracce
Tutte le tracce sono di Noddy Holder e Jim Lea, eccetto dove indicato.

Side 1
1. Rock and Roll Preacher – 5:18
2. When I'm Dancin' I Ain't Fightin' – 3:42
3. Take Me Bak 'Ome – 4:32
4. Everyday – 3:18
5. Lock Up Your Daughters – 4:02

Side 2
1. We'll Bring the House Down – 4:17
2. A Night to Remember – 8:09
3. Gudbuy T'Jane – 4:39
4. Mama Weer All Crazee Now – 2:55
5. You'll Never Walk Alone – 0:35 (Rodgers e Hammerstein)

## Formazione
- Noddy Holder - voce, chitarra
- Dave Hill - chitarra, cori
- Jim Lea - basso, cori
- Don Powell - batteria